# 福島県道40号飯野三春石川線
福島県道40号飯野三春石川線（ふくしまけんどう40ごう いいのみはるいしかわせん）は、福島県福島市から福島県石川郡石川町に至る県道（主要地方道）である。

## 概要
路線延長別では、総延長約80 kmおよび実延長約75 kmあり、県内最長の県道である。国道4号と国道349号に挟まれた地区を貫く幹線道路であり整備が行われているが、一部車両のすれ違いが困難な狭隘区間も点在している。

### 路線データ
- 起点：福島県福島市立子山字本内（国道114号交点）
- 終点：福島県石川郡石川町字松木下（国道118号交点）
- 総延長：80.156 km
  - 実延長：74.570 km[1]

## 歴史
- 1971年6月26日 - 建設省告示第1069号が公布され、福島県道栃本三春線が主要地方道三春栃本線として指定される。
- 1976年4月1日 - 建設省告示第935号が公布され、福島県道三春栃本線、三春飯野線、青木飯野線が主要地方道飯野三春栃本線として指定される。また、福島県道石川小野線の一部が主要地方道石川平田線として指定される。
- 1993年（平成5年）5月11日 - 建設省から、県道飯野三春栃本線・南須釜栃本線・石川平田線の一部が飯野三春石川線として主要地方道に指定される[2]。
- 1994年（平成6年）4月1日 - 福島県によって現在の路線名で県道路線に認定される[3]。

## 路線状況

### 重用路線
- 福島県道39号川俣安達線（福島市飯野町字志保井 - 同市飯野町明治字下野川）
- 福島県道62号原町二本松線（二本松市太田字若宮 - 同市下長折字藤）
- 国道459号（二本松市西勝田字樋ノ口 - 同市小浜字鳥居町）
- 福島県道28号本宮三春線（田村郡三春町平沢字担橋 - 同郡同町大町）
- 国道288号（田村郡三春町大町 地内）
- 福島県道57号郡山大越線（田村郡三春町蛇石字舞台田 - 同郡同町樋渡字下ノ前）
- 福島県道65号小野郡山線（郡山市中田町柳橋字廣平 - 同市中田町中津川字町田前）
- 国道49号（郡山市田村町栃本字龍ケ馬場 - 同市田村町栃本字河ウツ）
- 福島県道42号矢吹小野線（石川郡玉川村南須釜字狸穴 - 同郡同村南須釜字千五沢）
- 福島県道63号古殿須賀川線（石川郡石川町湯郷渡字米子平 地内）

### 道路施設
新広表橋
- 全長：14.0m
- 幅員：14.0m
- 竣工：1997年[4]

福島市飯野町青木字檀ノ腰にて一級水系阿武隈川水系立田川支流の山田川を渡る。北詰は福島県道51号霊山松川線と交差する十字路となっている。
新鶴巻橋
- 全長：23.8m
- 幅員：6.0（10.0）m
- 形式：PC単純プレテンT桁橋
- 竣工：2010年
- 施工：渡辺興業

福島市飯野町明治字北向から飯野町字経檀に跨り、一級水系阿武隈川水系女神川を渡る。橋上は上下対向2車線で供用され、下り線側に幅員2.5mの歩道が設置されている。飯野市街地を縦断する幅員狭小区間を解消するためのバイパス工事に伴い緊急地方道整備事業として建設された。総工費は7400万円。
小瀬川橋
- 全長：71.6m
- 幅員：7.5m
- 竣工：1975年[6]

二本松市太田字川口から小セ川、下長折字小瀬川に至り、一級水系阿武隈川水系小瀬川を渡る。
担橋
（福島県道28号重用区間）
三春跨線橋
（福島県道28号重用区間）
新町橋
- 全長：3.7m
- 幅員：8.14m
- 竣工：1958年[7]

三春町字山中から字新町に跨り、一級水系阿武隈川水系桜川を渡る。北詰は福島県道300号門沢三春線と接続する丁字路の突き当りとなっている。
広戸橋
- 全長：3.4m
- 幅員：8.7m
- 竣工：1966年[7]

三春町柴原字広戸にて一級水系阿武隈川水系広戸川を渡る。
中郷橋
- 全長：136.06m
  - 主径間：32.78m
- 幅員：7.25（9.75）m
- 形式：4径間連結PCポステンT桁橋
- 竣工：1990年度

三春町蛇石にて一級水系阿武隈川水系大滝根川（さくら湖）を渡る。三春ダム建設事業による水没区間付け替えのために、当時の県道飯野三春栃本線の地方道改良事業で整備された蛇石工区の橋梁として地方道橋梁整備事業により1989年度より着工された。総工費は5億2100万円。
柴原橋
- 全長：100.0m
  - 主径間：37.0m
- 幅員：7.25（9.75）m
- 形式：3径間連続非合成鋼鈑桁橋
- 竣工：1990年度

三春町芝原字杉山から字大平に至り、一級水系阿武隈川水系大滝根川を渡る。三春ダム建設事業による水没区間付け替えのために、当時の県道飯野三春栃本線の地方道改良事業で整備された蛇石工区の橋梁として地方道橋梁整備事業により1989年度より着工された。ダム湖上流部を曲線を描き横切る。総事業費は3億2100万円。
樋渡橋
- 全長：15.0m
- 幅員：13.5m
- 竣工：1992年[7]

三春町樋渡字下ノ前にて一級水系阿武隈川水系樋渡川を渡る。
東橋
- 全長：40.0m
- 幅員：7.5m
- 竣工：1969年[6]

石川町母畑字東から湯郷渡字前ノ内に至り、一級水系阿武隈川水系北須川を渡る。

### バイパス
明治工区
小浜バイパス
- 起点：二本松市西勝田字立坂
- 終点：二本松市小浜字成田沢
- 延長：2.1km

小浜地区の狭隘区間のバイパスのために現道の西側に小浜工区として建設され、2005年11月30日に供用が開始された。県道40号本線とは直接接続しておらず、起点は国道459号と、終点は福島県道118号本宮岩代線と接続する。沿線にある二本松市杉内多目的広場は、当バイパスの建設残土を用いて造成した土地を活用したものである。

## 地理

### 通過する自治体
- 福島県
  - 福島市
  - 二本松市
  - 本宮市
  - 田村郡
    - 三春町

  - 郡山市
  - 須賀川市
  - 石川郡
    - 玉川村
    - 石川町

### 交差する道路
- 福島市
  - 国道114号（立子山字本内 起点）

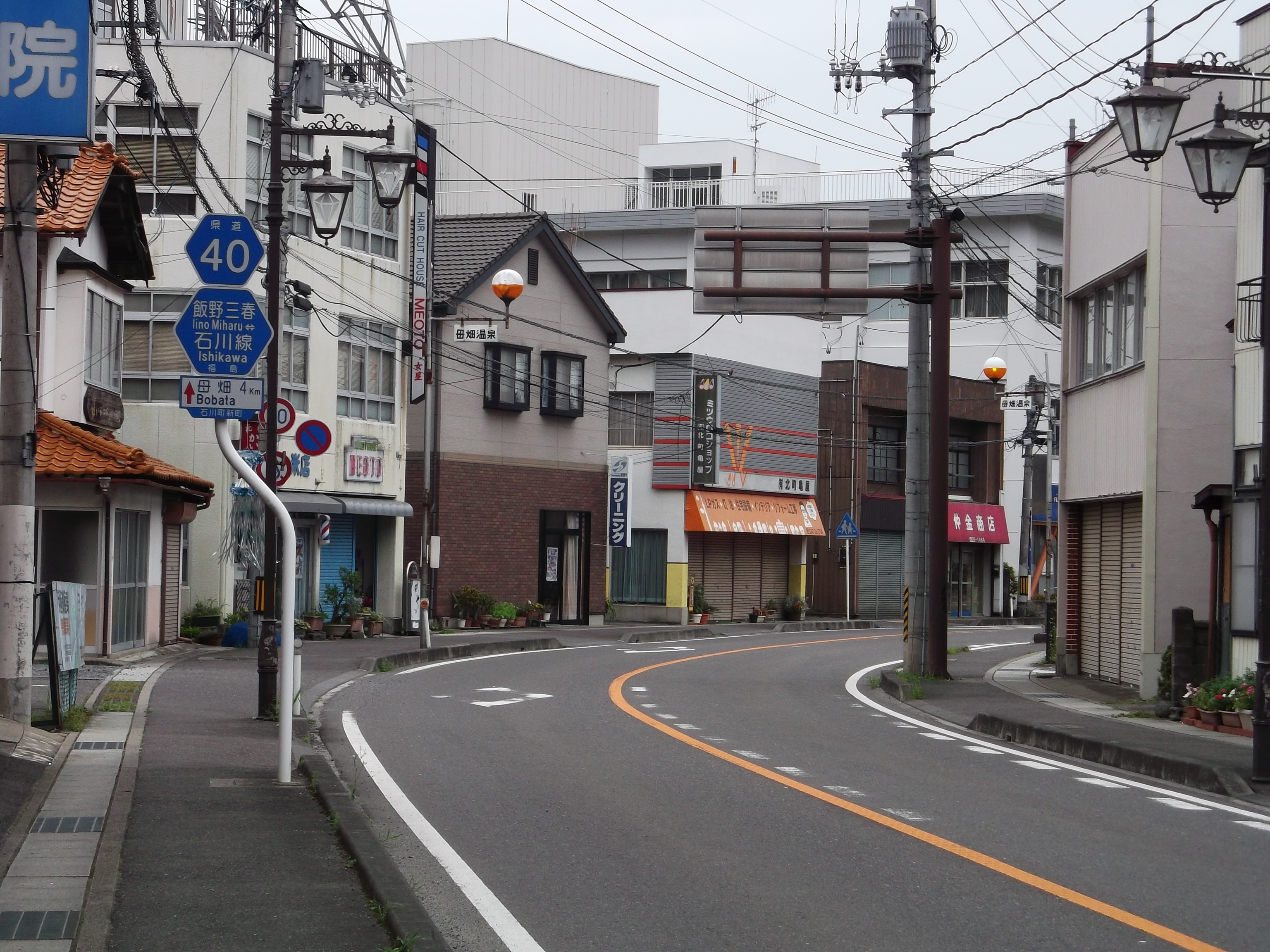
石川町内

  - 福島県道51号霊山松川線（福島県道306号大沢広表線重用区間）（飯野町青木字広表）
  - 福島県道307号福島飯野線・福島県道39号川俣安達線 川俣方面（飯野町字戸ノ内）
  - 福島県道39号川俣安達線 二本松方面（飯野町明治字茶畑）
- 二本松市
  - 福島県道117号二本松川俣線（木幡字坂ノ下）
  - 福島県道62号原町二本松線 原町方面（太田字若宮）
  - 福島県道303号石沢荻田線（太田字荻ノ田）
  - 福島県道62号原町二本松線 二本松市街地方面（下長折字藤）
  - 国道459号 猪苗代方面（西勝田字樋ノ口）
  - 国道459号 浪江方面（小浜字鳥居町）
  - 福島県道118号本宮岩代線（小浜字古明神）
- 本宮市
  - 福島県道119号本宮常葉線（稲沢字高野）
- 三春町
  - 福島県道28号本宮三春線 本宮方面（平沢字担橋）
  - 国道288号 郡山方面（福島県道28号本宮三春線 終点）（大町（三つ角交差点））
  - 国道288号 大熊方面（大町（四つ角交差点））
  - 福島県道300号門沢三春線（山中）
  - 国道288号三春バイパス（化粧坂（化粧坂交差点））
  - 福島県道57号郡山大越線 郡山方面（蛇石字舞台田）
  - 福島県道57号郡山大越線 大越方面（樋渡字下ノ前）
- 郡山市
  - 福島県道65号小野郡山線 小野方面（中田町柳橋字廣平）
  - 福島県道65号小野郡山線 郡山市街地方面（中田町中津川字町田前）
  - 国道49号 会津若松方面（田村町栃本字市龍ケ馬場）
  - 国道49号 いわき方面（田村町栃本字河ウツ）
- 玉川村
  - 福島県道42号矢吹小野線 矢吹方面（南須釜字狸穴）
  - あぶくま高原道路石川母畑IC（南須釜字滝作）
  - 福島県道42号矢吹小野線 小野方面（南須釜字 千五沢）
- 石川町
  - 福島県道63号古殿須賀川線 須賀川方面（湯郷渡字米子平）
  - 福島県道63号古殿須賀川線 古殿方面（湯郷渡字米子平）
  - 福島県道14号いわき石川線・福島県道11号白河石川線（新町）
  - 福島県道274号赤坂西野石川線（下泉）
  - 国道118号（福島県道11号白河石川線 重用区間）（松木下 終点）

### 沿線
- 白山遺跡
- 福島県立安達東高等学校
- 下館城跡
- 二本松市役所岩代支所
- 二本松市立小浜中学校
- 三春町率御木沢小学校
- 三春交流館「まほら」
- 三春町役場
- 三春滝桜
- 三春ダム
  - さくら湖
- 福島県立安積高等学校御舘分校
- 郡山市立栃山神小学校
- 千五沢ダム
  - 母畑湖
  - 母畑レークサイドセンター
- 母畑温泉
- 学校法人石川高等学校・石川義塾中学校
- JR水郡線磐城石川駅